# 英特衛多媒體
英特衛多媒體股份有限公司（英語：Interwise Multimedia Corp.），簡稱英特衛，為英商集團旗下之多媒體發行商，總公司設立於英國倫敦，於1995年正式進軍台灣電子遊戲市場，是早期進入台灣遊戲市場的外商公司之一。現今台灣許多來自日本及歐美的知名電玩遊戲皆是由英特衛代理。
2001年4月26日，英特衛與美國Interplay娛樂合資在台灣成立戲魔師互動科技（WisePlay），戲魔師資本額新台幣5000萬元，英特衛總經理余如山兼任戲魔師總經理。

## 制作遊戲

### PC Game
- 荡神志 hronicles.Of.Sealing.Gods

## 相關代理遊戲

### PC Game
- 新RPG製作大師XP
- 地城英雄誌
- 秋之回憶
- 散碎的原色
- 英雄傳說系列
- 伊蘇系列
- 真‧雙星物語
- 開心店長系列
- 心戰詭陣
- 新天魔界：混沌慾望
- 刺客教條系列
- 魔女隨堂測驗
- 古劍奇譚
- 蒼翼默示錄
- 新百戰天蟲
- 龍刻
- 聖殿騎士
- 歐陸霸權
- 虛空魔城
- 戰鎚：靈魂風暴
- 魔劍驚天錄
- 大航海家 4
- 巨龍之歌系列
- 星海危城
- 黑白天使
- 紅樓夢
- 思念百分百
- 散碎的原色
- 皇家海軍突擊隊
- 熾焰飛將
- 最後生機
- 榮耀之證 2
- SAS：特種空勤團
- 絕地任務
- 反恐警戒
- 狙擊之王
- 塗鴉小英雄
- 異形戰場
- 波斯王子：遺忘之砂
- 獵魂
- 荒野雙蛟龍
- 影武者

### Web Game
- 英雄無敵：王者國度
- 萌堡奇緣